# Teucholabis (Teucholabis) perbasalis
Teucholabis (Teucholabis) perbasalis is een tweevleugelige uit de familie steltmuggen (Limoniidae). De soort komt voor in het Neotropisch gebied.